# 格雷戈尔·赫拉德茨基
格雷戈尔·赫拉德茨基（德語：Gregor Hradetzky，1909年1月31日—1984年12月29日），奥地利男子皮划艇运动员。他曾代表奥地利参加1936年夏季奥林匹克运动会皮划艇比赛，获得二枚金牌。